# Bâtiment du marché municipal à Šabac
Le bâtiment du marché municipal à Šabac (en serbe cyrillique : Зграда градске тржнице у Шапцу ; en serbe latin : Zgrada gradske tržnice u Šapcu) se trouve à Šabac, dans le district de Mačva, en Serbie. Il est inscrit sur la liste des monuments culturels protégés de la république de Serbie (identifiant no SK 2178),,.

## Présentation

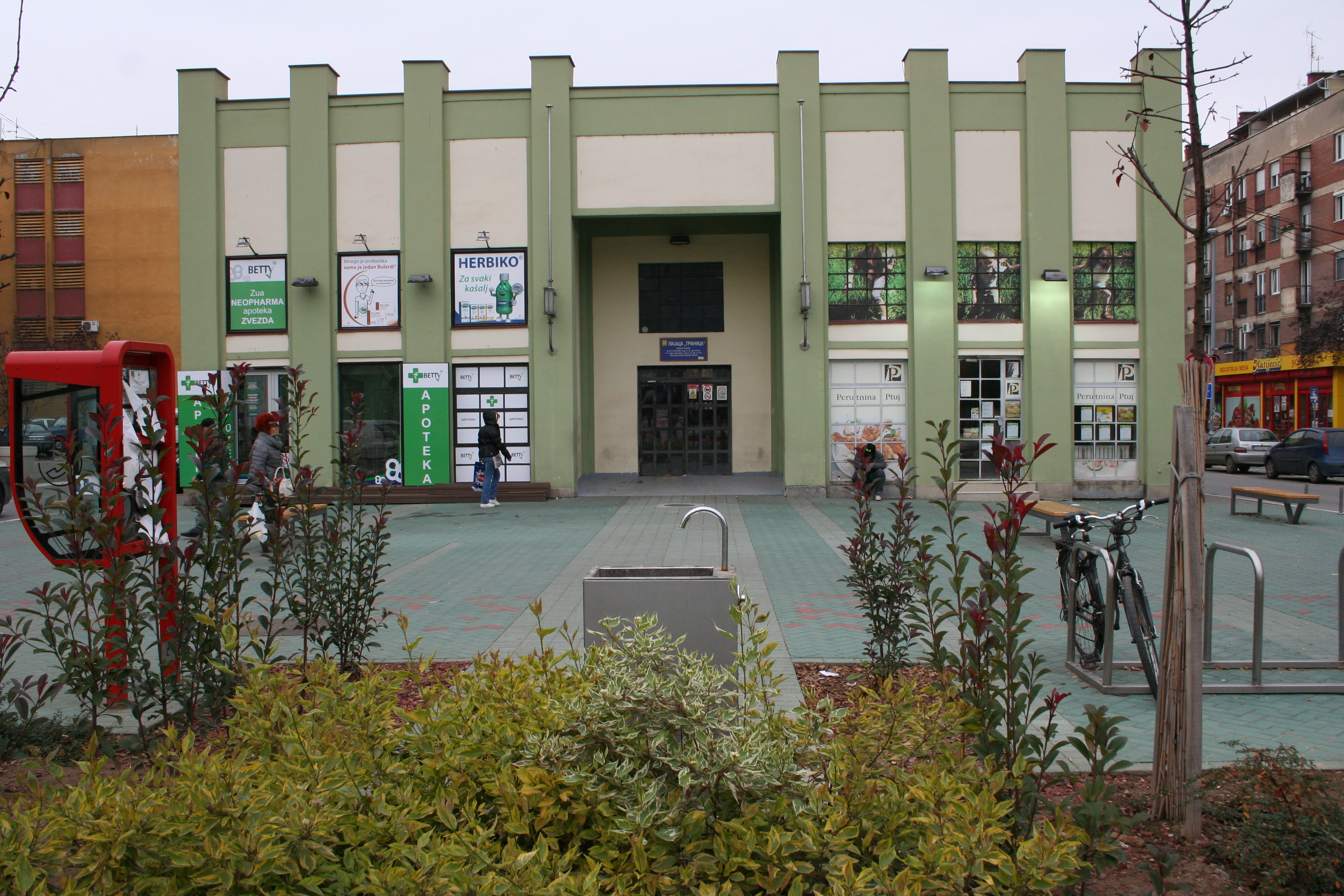
Autre vue du bâtiment.

Le marché, situé Trg Kneza Ive od Semberije, a été construit en 1939 selon un projet de l'architecte Milan Minić. Situé à proximité de l'hôtel Zeleni venac, il constituait à l'époque le premier marché couvert de cette partie de la Serbie. Par son style architectural, il est caractéristique du Architecture moderne tardif d'avant la Seconde Guerre mondiale pratiqué alors par Minić. 
Le bâtiment a été bâti sur un plan rectangulaire allongé avec une décoration discrète et simplifiée dans l'esprit du modernisme. Les façades sont rythmées par des pilastres qui mettent en valeur la verticalité de l'édifice ainsi que par un jeu sur les couleurs et les fenêtres. Les portes et les fenêtres sont dépourvues de décoration et les volets métalliques des fenêtres sont inclus dans la conception d'origine. La simplicité de l'ornementation met en valeur le caractère fonctionnel du bâtiment.
L'espace intérieur est divisé en trois nefs, avec une partie centrale prépondérante et des bas-côtés divisés en unités spatiales plus petites. Les halles conservent des étals remontant à l'époque de la construction et fabriqués spécialement pour le bâtiment. Les halles disposent d'un plafond en bois.
Le bâtiment témoigne du développement des activités agricoles et commerciales à Šabac dans l'entre-deux-guerres.

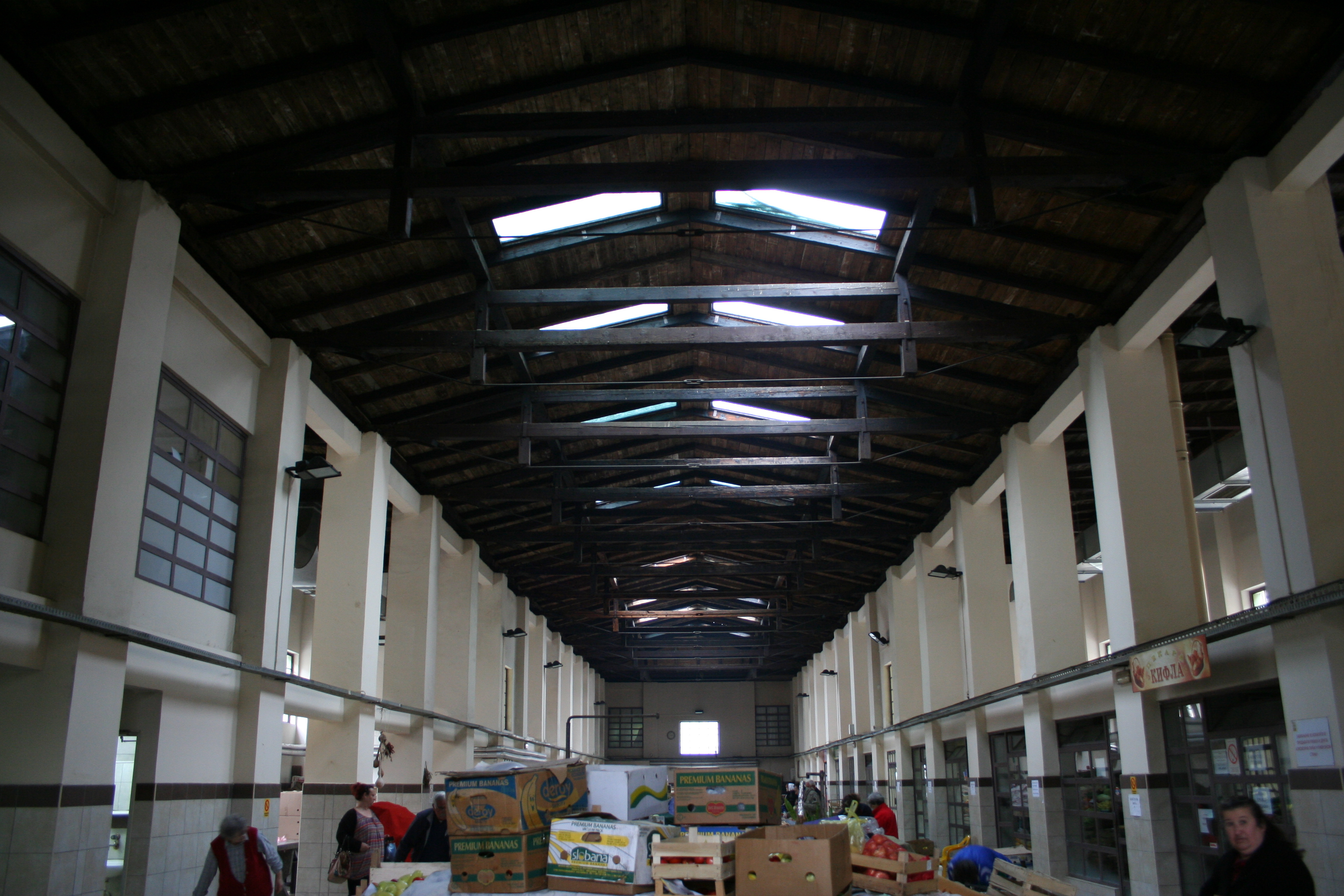
L'intérieur du bâtiment.